# Nordpazifischer Subpolarwirbel

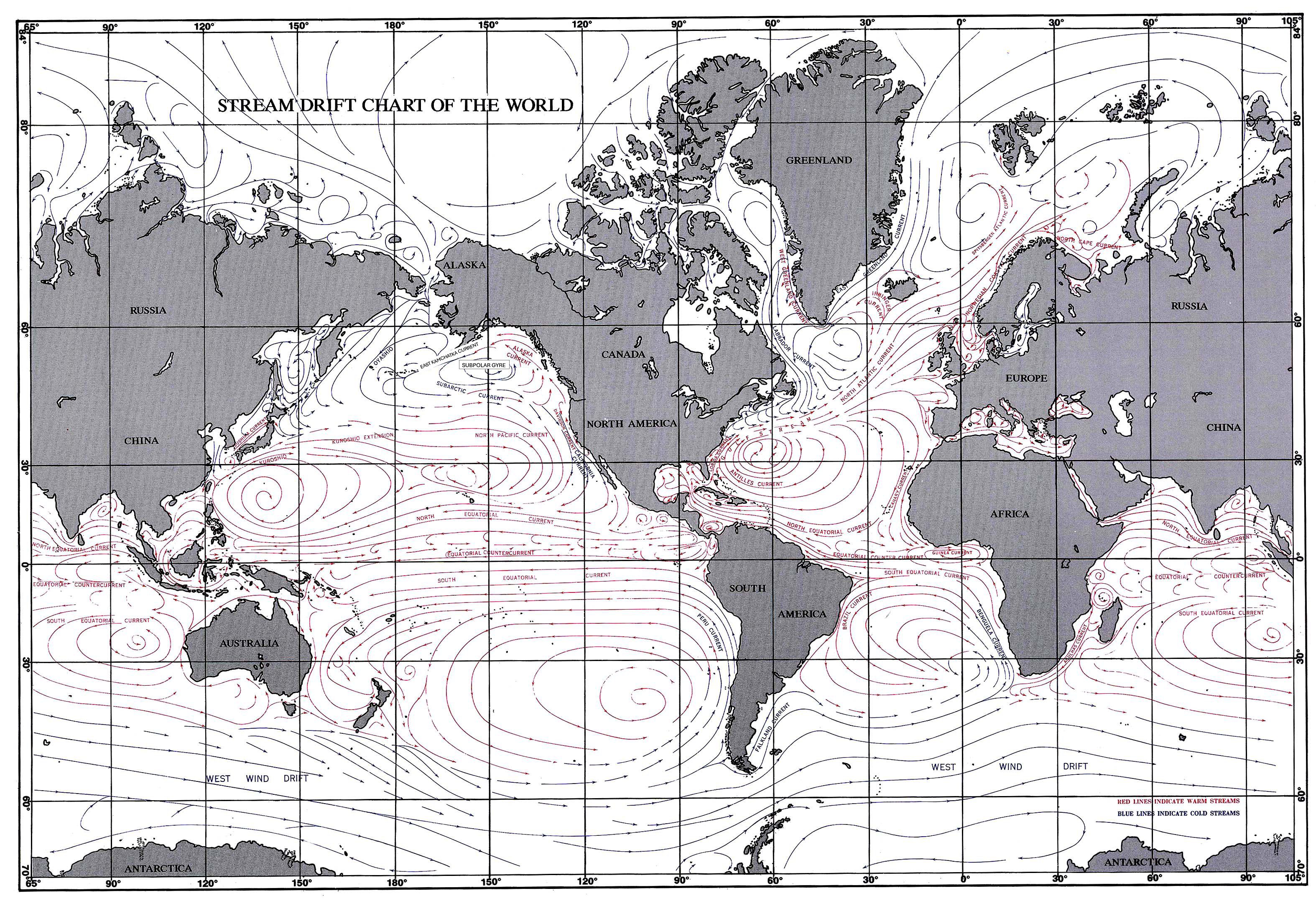
Meeresströmungen der Welt

Der Nordpazifische Subpolarwirbel (engl. North Pacific Subpolar Gyre) ist ein großräumiges, gegen den Uhrzeigersinn rotierendes System von Meeresströmungen im subpolaren Nordpazifik. Im Gegensatz zu den subtropischen Gyren zeichnet er sich durch kälteres, weniger salzhaltiges Wasser und eine starke Wechselwirkung mit atmosphärischen Zirkulationsmustern wie dem Aleutentief aus.

## Geographische Lage
Der zyklonale (gegen den Uhrzeigersinn sich drehende) subpolare Wirbel im Nordpazifik erstreckt sich über die gesamte Breite des Nordpazifik-Beckens, in Nord-Süd-Richtung zwischen etwa 42° N (Subarktische Front) und der Küste der Aleuten bzw. Alaskas. Er weist eine südwestliche Randströmung auf, das Ostkamtschatka-Oyashio-Stromsystem.
Eine geografische Verengung am südlichsten Punkt der Aleuten (nahe der Datumsgrenze) trennt den subpolaren Wirbel in zwei Teile. Der westliche subarktische Wirbel (Western Subarctic Gyre) liegt östlich der Kurilen, der Alaskawirbel (Alaska Gyre) im Golf von Alaska. Sie sind verbunden durch eine ostwärts gerichtete Strömung entlang der Südseite des Wirbels (Subarktischer Strom, Teil des Nordpazifikstroms) und eine westwärts gerichtete Strömung entlang der Aleuten (Alaskastrom). Der Alaskastrom ist die nordöstliche Randströmung entlang der Küste Kanadas und Alaskas.

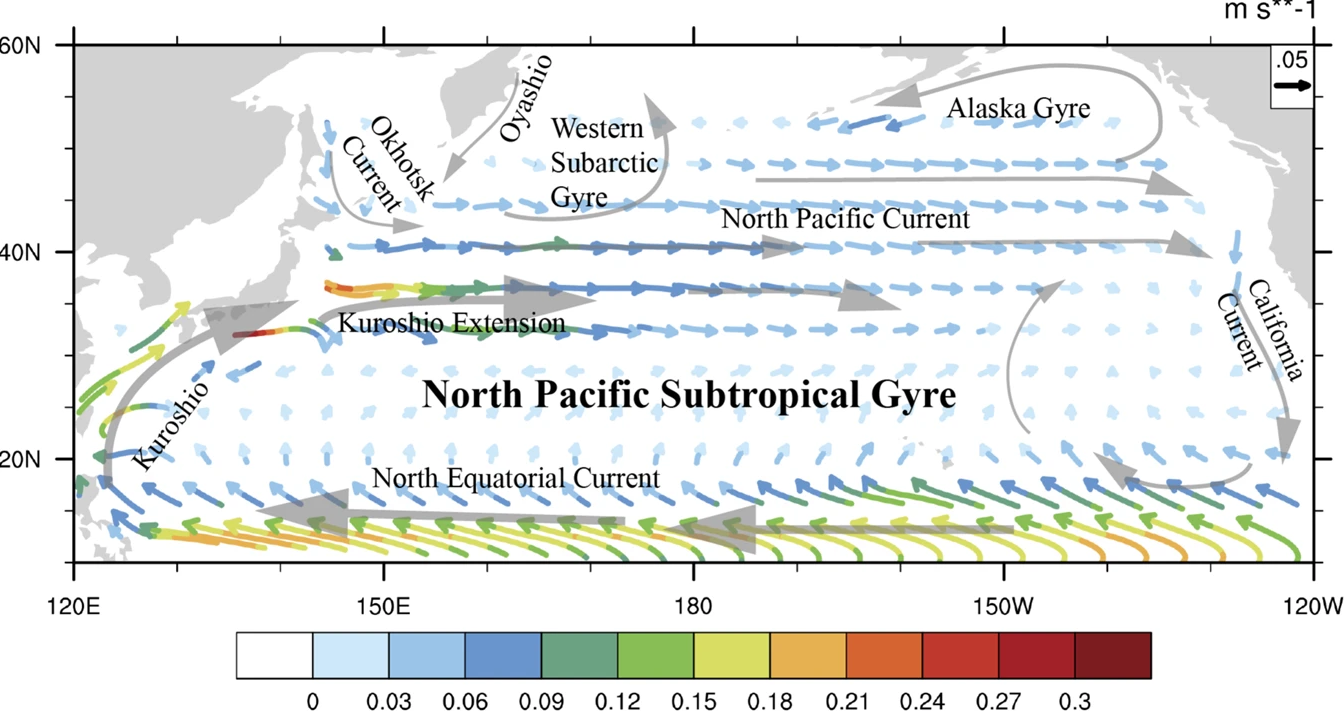
Die Ozeanzirkulation im Nordpazifik mit den beiden Teilen des Nordpazifischen Subpolarwirbels, dem Westlichen Subarktischen Wirbel und dem Alaskawirbel.

Teile der Zirkulation des subpolaren Wirbels verlaufen durch das Bering- und Ochotskische Meer (Bering Slope Current). Der Transport von 0,8 Sverdrup (Sv) vom Nordpazifik in die Arktis und weiter in den Atlantik erfolgt durch die Beringstraße am nördlichen Ende des Beringmeers. Sowohl das Bering- als auch das Ochotskische Meer sind im Winter stark eisbedeckt. Infolgedessen kommt es in beiden Meeren zu wichtigen Wassermassenumwandlungen und -modifikationen. Das Ochotskische Meer produziert das dichteste Wasser im subpolaren Nordpazifik, hauptsächlich infolge von Meereisbildung.

## Dynamik
Die Zirkulation des subpolaren Wirbels wird durch Ekman-Auftrieb angetrieben. Es herrschen in der gesamten Region Westwinde, die einen südwärts gerichteten Ekman-Transport erzeugen. Die stärksten Westwinde liegen bei etwa 40° N. Der südwärts gerichtete Ekman-Transport ist dort am stärksten; dies erfordert Auftrieb in die Ekman-Schicht, wodurch ein nordwärts gerichteter mittlerer Sverdrup-Transport und der zyklonische Wirbel entstehen. Das aufsteigende Wasser im subpolaren Wirbel stammt aus einer Region knapp unterhalb der Ekman-Schicht. Der erhöhte Nitratgehalt an der Oberfläche ist eine Folge dieses Auftriebs; er erhöht die biologische Produktivität. Im subpolaren Wirbel gibt es deshalb große Fischbestände, darunter Lachs, Heilbutt, Makrelenhecht und Seelachs. Die subarktische Front, die im subpolaren Wirbel die südliche Grenze des Auftriebs markiert, ist eine wichtige Grenze der Ökosysteme.

## Randströmungen
Die südwärts gerichtete Strömung im subpolaren westlichen Randströmungssystem umfasst: (1) den Ostkamtschatka-Strom (EKC) entlang der Halbinsel Kamtschatka und der nördlichen Kurilen und (2) den Oyashio entlang der südlichen Kurilen und Hokkaido. Die beiden Strömungen werden durch die Bussolstraße getrennt, die tiefste Meerenge der Kurilen.
Etwa 200 km vor der Küste des Oyashio gibt es eine nordostwärts gerichtete Strömung, die sogenannte Subarktische Strömung. Die Oyashio-Subarktis-Strömungsregion ist sehr dynamisch und umfasst große (100–200 km Durchmesser), tief reichende, langlebige antizyklonische Wirbel mit kalten, frischen Kernen (<3 °C, <33,5 psu), die üblicherweise zwischen Hokkaido und der Bussolstraße gefunden werden.
Der Oyashio löst sich am südlichsten Kap Hokkaidos von der westlichen Grenze. Nach der Trennung bildet er üblicherweise zwei große Mäander, die als erste (küstennahe) und zweite (küstenferne) Oyashio-Intrusion bezeichnet werden. Wasser aus der Küstenintrusion des Oyashio kann entlang der Honshu-Küste nach Süden vordringen, manchmal bis zum Kuroshio-Trennpunkt bei etwa 36° N. Der südlichste Ort ist für die japanische Fischerei von großem Interesse, da die nährstoffreichen Gewässer des Oyashio ein biologisch produktiveres Ökosystem beherbergen als die nährstoffarmen Gewässer des Kuroshio. Daher wird der Breitengrad der Oyashio-Eindringung als regionaler Klimaindex verwendet.
Das Ostkamtschatka-Oyashio-Stromsystem (EKC) ist eine relativ schwache westliche Randströmung. Die maximalen Oberflächengeschwindigkeiten betragen 20–50 cm/s. Der gesamte Oyashio-Transport reicht von 5 bis 20 Sv, mit großer Variabilität; die EKC-Transporte reichen von 10 bis 25 Sv.
Die getrennten Kuroshio und Oyashio liegen etwa 5 Breitengrade voneinander entfernt. Die Region zwischen ihnen wird als „Übergangsregion“ oder „Mischwasserregion“ bezeichnet. Die Wassereigenschaften in dieser Region liegen zwischen den Eigenschaften von Oyashio und Kuroshio. Beide Strömungen erzeugen eine erhebliche mesoskalige Wirbelvariabilität, teilweise in Form von „Ringen“, die zur Veränderung der Wassermasse beitragen. Manchmal verschmelzen die Wirbel wieder mit ihren ursprünglichen Strömungen und bringen das veränderte Wasser mit zurück.

## Zirkulation im Golf von Alaska
Der Nordpazifikstrom teilt sich bei seiner Annäherung an den nordamerikanischen Kontinent und biegt teilweise nach Süden in den Kalifornienstrom (das Califonia Current System, CCS) ab. Der Rest geht nach Norden in den Alaskastrom über und bildet die östliche und nördliche Seite des zyklonalen Alaskawirbels im Golf von Alaska. Dort, wo die Küste Alaskas nach Süden schwenkt, bei etwa 143° W, bildet sie eine schräge westliche Begrenzung, entlang der sich der schnell südwestwärts fließende Alaskastrom als westliche Randströmung ausbildet. Das Windfeld, das die zyklonale Zirkulation antreibt, umfasst verstärkten Ekman-Auftrieb im Golf von Alaska.
Der Alaskastrom enthält große antizyklonische Wirbel, die permanente Komponenten der Zirkulation sind. „Sitka-Wirbel“ bilden sich westlich von Sitka, Alaska, auf etwa 57° nördlicher Breite und haben einen Durchmesser von 150–300 km und eine Oberflächenamplitude von 10–20 cm. „Haida-Wirbel“ oder „Queen-Charlotte-Wirbel“ bilden sich westlich der Queen-Charlotte-Inseln. Die Entstehungsorte hängen mit der Topographie des Meeresbodens zusammen. Nach ihrer Entstehung breiten sich diese Wirbel hauptsächlich westwärts in den Golf von Alaska aus. Große Wirbel gibt es auch im Alaskastrom an der Nordwestseite des Golfs von Alaska.

## Klimatische Bedeutung
Der Wirbel beeinflusst das regionale Klima Alaskas und Kamtschatkas durch seinen Wärmetransport.  Er spielt eine Rolle bei der Pazifischen Dekaden-Oszillation (PDO), einer langfristigen Klimaschwankung. Durch die Aufnahme von CO₂ ist er eine wichtige Senke im globalen Kohlenstoffkreislauf.

## Ökologische Auswirkungen
Die Oyashio-Aufnahme bringt nährstoffreiches Tiefenwasser an die Oberfläche, was zu hoher biologischer Produktivität führt (z. B. Fischgründe für Lachs und Pollack). Veränderungen des Wirbels durch Klimawandel könnten die Ökosysteme des gesamten Nordpazifiks destabilisieren.